# Jazid ibn Muhammad
Jazid ibn Muhammad (arab. اليزيد بن محمد = Al-Yazīd ibn Muḥammad, ur. 1750, zm. 23 lutego 1792 w Marrakeszu) – sułtan Maroka z dynastii Alawitów, syn Muhammada III. Panował w latach 1790–1792.
Jazid objął tron po śmierci swojego ojca w 1792 roku. W czasie swoich krótkich rządów musiał zmagać się z silną opozycją i z walkami o sukcesję do tronu, jakie znowu rozgorzały po okresie spokoju za panowania Muhammada III. Zginął w bitwie pokonany przez brata Hiszama, który przez swoich zwolenników również został okrzyknięty sułtanem po śmierci Muhammada III. Władzę w kraju przejął wówczas kolejny z braci Sulajman, który początkowo jednak wciąż borykał się ze zwolennikami Hiszama.